# 藤原有能
藤原 有能（ふじわら の ありよし）は、鎌倉時代初期から中期にかけての公卿。藤原南家信西（通憲）流、大宰大弐・藤原範能の子。官位は正三位・非参議。

## 経歴
文治4年（1188年）従五位下に叙爵。建久元年（1190年）従五位上に叙せられ、建久2年（1191年）右兵衛佐に任ぜられる。
建久6年（1195年）正五位下に叙せられ、建久9年（1198年）従四位下、正治2年（1200年）従四位上、正治3年（1201年）正四位下と急速に昇進。建仁4年（1204年）右京大夫に任ぜられ、建永2年（1207年）越前権守を兼ねる。承元4年（1210年）義弟・三条公房の譲りで従三位に叙せられて公卿に列した。建暦元年（1211年）には石清水臨時祭に奉仕している。
しかし、その後の昇進は滞り、建保4年12月（1217年1月）正三位に叙せられた後は建長4年（1252年）に出家するまで叙位・任官は無かった上、承久2年（1220年）には行幸に参じないことを理由に非参議・藤原忠行、同藤原家衡と共に恐懼に処されている。

## 官歴
※以下、『公卿補任』の記載に従う。
- 文治4年（1188年）10月14日：従五位下に叙す。
- 建久元年（1190年）10月20日：従五位上に叙す。
- 建久2年（1191年）11月5日：右兵衛佐に任ず。
- 建久6年（1195年）正月5日：正五位下に叙す。
- 建久9年（1198年）正月5日：従四位下に叙す。
- 正治2年（1200年）正月24日：従四位上に叙す（前皇太后宮永万二年大嘗會）。
- 正治3年（1201年）正月6日：正四位下に叙す（宣陽門院御給）。
- 建仁4年（1204年）正月13日：右京大夫に任ず。
- 建永2年（1207年）正月13日：越前権守を兼ぬ。
- 承元4年（1210年）8月22日：従三位に叙す（公房卿春日行幸行事賞譲）。右京大夫如元。
- 建暦元年（1211年）3月18日：石清水臨時祭に奉仕す[1]。
- 建保2年（1214年）正月24日：慈円が延暦寺根本中堂にて法華法を修する際、同寺に登山す[2]。
- 建保4年12月17日（1217年1月25日）：大夫を止み、正三位に叙す。
- 承久2年（1220年）7月2日：恐懼。度々行幸参ぜずに依る。
- 建長4年（1252年）6月：出家。

## 系譜
- 父：藤原範能
- 母：平業房の娘
- 妻：牛玉（舞女）
  - 男子：藤原資能（?-?）
- 妻：藤原秀康または藤原秀宗の娘
- 妻：生母不明の子女
  - 男子：真遍
  - 男子：道恵